# Теорема Дирихле о простых числах в арифметической прогрессии
Теорема Дирихле о простых числах в арифметической прогрессии гласит, что каждая бесконечная арифметическая прогрессия, первый член и разность которой — натуральные взаимно простые числа, содержит бесконечное число простых чисел.
Дирихле доказал, что при любых фиксированных натуральных взаимно простых числах l и k справедливо следующее:
| Пусть {\displaystyle l,k>0} — целые числа, и {\displaystyle (l,k)=1}. Тогда существует бесконечно много простых чисел {\displaystyle p} таких, что {\displaystyle p\equiv l{\pmod {k}}}. |

## История доказательств
Теорема в данной формулировке была доказана Дирихле аналитическими средствами в 1837 году. В дальнейшем были найдены доказательства теоремы элементарными методами. Различные такие доказательства представили Мертенс, Сельберг и Цассенхаус.

## Вариации
При рассмотрении простых {\displaystyle p\equiv l{\pmod {k}}} довольно часто оказывается, что их множество обладает многими свойствами, присущими множеству всех простых чисел. Существует немало теорем и гипотез, рассматривающих только простые числа из определённого класса вычетов или соотношения множеств простых чисел из разных классов вычетов.
Например, кроме основного утверждения теоремы, Дирихле доказал в 1839 году, что при любых фиксированных натуральных взаимно простых числах {\displaystyle l} и {\displaystyle k}:
{\displaystyle \lim _{s\to 1+}{\frac {\sum \limits _{p}{\dfrac {1}{p^{s}}}}{\ln {\dfrac {1}{s-1}}}}={\frac {1}{\varphi (k)}},}
где суммирование ведётся по всем простым числам {\displaystyle p} с условием {\displaystyle p\equiv l{\pmod {k}}}, а {\displaystyle \varphi } — функция Эйлера.
Это соотношение можно интерпретировать как закон равномерного распределения простых чисел по классам
вычетов {\displaystyle {\bmod {k}}}, поскольку
{\displaystyle \lim _{s\to 1+}{\dfrac {\sum \limits _{p}{\dfrac {1}{p^{s}}}}{\ln {\dfrac {1}{s-1}}}}=1,}
если суммирование ведётся по всем простым числам.
Известно, что для любых взаимно простых чисел {\displaystyle l} и {\displaystyle k} ряд {\displaystyle \sum \limits _{p}{\frac {1}{p}}}, где суммирование ведётся по простым {\displaystyle p\equiv l{\pmod {k}}}, расходится.